# Maiolo
Maiolo (Maiùl in romagnolo) è un comune italiano di 802 abitanti della provincia di Rimini in Emilia-Romagna. Il  municipio si trova oggi in località Serra, identificata col nome del comune dai segnali stradali di delimitazione dell'abitato, per cui Maiolo non è un comune italiano sparso.

## Geografia fisica

### Territorio
Il capoluogo sorge a 590 m s.l.m., proteso in direzione est-ovest nell'alta Valmarecchia, lungo le pendici settentrionali del Monte Carpegna. Oltre a questo piccolo nucleo di case lungo la via provinciale vi sono altri borghi minori sparsi sul territorio.
In direzione Nord Nord-est si trova il monte Rocca di Maiolo, sulla cui cima si ergono a strapiombo i resti dei bastioni poligonali dell'antica rocca, In lontananza, nella medesima direzione, è possibile scorgere le alture di San Leo e di San Marino.
Come tutto il Montefeltro, Maiolo si trova in una zona di media sismicità e ad alto rischio di frane e smottamenti.

### Clima
Il clima è di tipo appenninico con inverni rigidi e umidi, spesso molto ventosi, soprattutto quando soffia il libeccio, detto localmente garbino.
La comparsa della neve può essere copiosa specie se apportata da perturbazioni di origine siberiana, accompagnata da violenti venti di bora o grecale ed effetto Stau, specie a partire dal mese di gennaio. Possibili anche le precipitazioni nevose da perturbazioni originate da aria marittima polare (artica), accompagnate da venti di Tramontana o Maestrale.
I primi dieci giorni di febbraio 2012 sono stati caratterizzati da forti e persistenti nevicate che hanno registrato uno storico record, con la caduta di circa 2 metri di neve.
Gli accumuli medi al suolo si aggirano intorno ai 30 cm per una durata di circa 10 giorni per ogni evento, a seconda delle condizioni climatiche. Periodicamente si registrano accumuli ben superiori e temperature estremamente rigide inferiori ai -10 °C.
L'estate è molto calda e secca, data l'esposizione nord-occidentale dell'abitato, con sporadiche precipitazioni pomeridiane dovute per lo più a cumulogenesi.

## Storia
L'attuale posizione di Maiolo si deve a due spostamenti del nucleo comunale. Il primo nucleo di Maiolum (dal latino, grandicello, forse rispetto al vicino a San Leo) era stato stabilito in cima all'attuale Rocca di Maiolo. La sua esistenza è testimoniata da documenti già nel 962, verso l'XI secolo appartenne alla Chiesa che ne infeudò il monastero di San Donato di Pulpiano di Gubbio, il quale nel 1308 la diede in enfiteusi alla nobile casata dei Faggiolani di Casteldelci, ma più volte fu contesa fino a giungere nelle mani dei Montefeltro d'Urbino. In epoca medievale la città assunse notevole importanza commerciale e politica. Il Comune di Maiolo ed il suo Sindaco, Homodeus de Giungis, figurano quali primi firmatari per la parte guelfa, immediatamente dopo il vescovo di Urbino, nella pace tra quest'ultimo ed i conti del Montefeltro siglata presso il monastero di Sant'Igne il 17 maggio 1300 (documento conservato presso l'Archivio di Stato della Repubblica di San Marino).
Tra il 29 e 30 maggio 1700, il paese venne distrutto da una gigantesca frana, alimentata da un diluvio durato quasi 48 ore, che cancellò quasi completamente il borgo fortificato. La stessa interessò la parte superiore e inferiore del monte con crollo di massi e smottamenti.
Si narra che il paese fosse stato inizialmente distrutto da un fulmine, ma in realtà tale diceria risulta infondata poiché è una travisazione del fatto documentato che un fulmine nel 1647 (ovvero 53 anni prima della sciagura) mandò per aria la polveriera distruggendo parte della muraglia posta sulla strada che conduceva al forte.
Nell'Italia unita il comune di Maiolo è appartenuto alle Marche (provincia di Pesaro e Urbino) fino al 15 agosto 2009, quando ne è stato distaccato congiuntamente ad altri sei comuni dell'Alta Valmarecchia in attuazione dell'esito di un referendum svolto il 17 e 18 dicembre 2006. 

## Monumenti e luoghi d'interesse
- I resti dell’antica rocca di Maioletto sull'omonima rupe che domina il paese.
- La chiesa di San Biagio, nel borgo di Sant'Apollinare, conserva un'abside romanica affrescata del XVI secolo e un'acquasantiera del XV.
- La chiesa di Santa Maria d'Antico, nella frazione omonima, custodisce una maiolica invetriata di Luca della Robbia raffigurante la Vergine con Bambino a grandezza naturale. Questo edificio sacro risale anch'esso al periodo romanico e mantiene ancora un portale a lunetta scolpita e rosone.

## Società

### Evoluzione demografica
Abitanti censiti

## Cultura

### Eventi
- Nel mese di giugno, con la partecipazione attiva della popolazione, vengono riattivati per alcuni giorni gli antichi forni in pietra per la pittoresca "Festa del Pane", durante la quale si possono degustare le specialità della zona accompagnate dal pane appena sfornato. I forni, una cinquantina sul territorio, fanno parte del cosiddetto "museo del pane", una rete di strutture che risalgono ai primi anni del secolo XIX. I colori del Maiolo sono giallo e blu.

## Economia
Il turismo, un tempo alquanto sviluppato grazie all'esistenza di un complesso alberghiero, è praticamente scomparso da Maiolo poiché l'unica struttura ricettiva è stata destinata ad altri utilizzi. Resta un agriturismo appena fuori del borgo e un B&B in frazione Boscara. L'unica altra attività economica di un certo rilievo nel comune resta la silvicoltura.

## Amministrazione
Di seguito è presentata una tabella relativa alle amministrazioni che si sono succedute in questo comune.
| Periodo          | Periodo         | Primo cittadino   | Partito                                 | Carica  | Note   |
| ---------------- | --------------- | ----------------- | --------------------------------------- | ------- | ------ |
| 5 novembre 1988  | 27 luglio 1990  | Loretta Silvestri | Partito Comunista Italiano              | Sindaco | [ 10 ] |
| 27 luglio 1990   | 9 dicembre 1991 | Guido Giacomini   | Partito Socialista Italiano             | Sindaco | [ 10 ] |
| 13 dicembre 1991 | 24 aprile 1995  | Roberto Angelini  | lista civica                            | Sindaco | [ 10 ] |
| 24 aprile 1995   | 14 giugno 1999  | Calliope Fabbri   | -                                       | Sindaco | [ 10 ] |
| 14 giugno 1999   | 14 giugno 2004  | Quinto Sardonini  | centro                                  | Sindaco | [ 10 ] |
| 14 giugno 2004   | 8 giugno 2009   | Francesco Sartini | lista civica                            | Sindaco | [ 10 ] |
| 8 giugno 2009    | 25 maggio 2014  | Marcello Fattori  | lista civica                            | Sindaco | [ 10 ] |
| 25 maggio 2014   | 26 maggio 2019  | Marcello Fattori  | lista civica: sviluppo e partecipazione | Sindaco | [ 10 ] |
| 26 maggio 2019   | 9 giugno 2024   | Marcello Fattori  | lista civica: sviluppo e partecipazione | Sindaco | [ 10 ] |
| 9 giugno 2024    | in carica       | Marcello Fattori  | lista civica: sviluppo e partecipazione | Sindaco | [ 10 ] |